# Frederiksberg (metrostation)
Frederiksberg is een ondergronds station van de metro van Kopenhagen in de gemeente Frederiksberg dat op 29 mei 2003 werd geopend.

## Geschiedenis
De eerste Deense spoorlijn, de Vestbanen, werd op 26 juni 1847 geopend tussen Kopenhagen en Roskilde. Deze lijn werd in 1856 verlengd naar Korsør en in 1863 werden de Nordbanen en de Klampenborgbanen aan de noordkant van de stad geopend. De minister stelde voor om de verschillende spoorlijnen te verbinden met een gemeenschappelijk station bij Nørreport. Het gemeenschappelijke kopstation kwam uiteindelijk op de plaats van de latere Hammerichsgade zodat voor de spoorlijn Kopenhagen - Korsør een nieuw tracé bepaald moest worden om aan te sluiten op het nieuwe station. Dit tracé takte bij de Vigerslevvej af naar het noorden en kreeg ten noorden van Slot Frederiksberg een station. Ten oosten van dit station Frederiksberg was een splitsing waarvan een tak naar het nieuwe kopstation liep en de andere naar Nørrebro. Het nieuwe tracé werd samen met het kopstation en station Frederiksberg geopend op 14 oktober 1864. Op 15 juni 1879 werd de Frederikssundbanen geopend die bij Frederiksberg werd aangesloten op de Vestbanen.      
In 1904 werd besloten tot de bouw van een nieuw centraal station omdat het kopstation uit 1864 de grenzen van de capaciteit had bereikt. Het nieuwe station kwam op vrijwel dezelfde plaats als het eerste station. De Frederikssundbanen werd vanaf Vanløse omgeleid naar Valby ten zuiden van Slot Frederiksberg waar ook het nieuwe tracé van de Vestbanen kwam te liggen, hierdoor werd Frederiksberg het eindpunt van een zijlijn. Frederiksberg werd op 1 december 1911, tegelijk met de opening van Københavns Hovedbanegård, gesloten voor reizigersverkeer, de lijn bleef wel in gebruik voor goederenvervoer, met name voor de melkcentrale naast het station. 
Na protesten van de gemeenteraad en de handelsvereniging werd op 1 april 1914 een pendeldienst gestart naar Vanløse. Hier konden reizigers dan overstappen op de Frederikssundbanen.  
Op 3 april 1934 werd de eerste S-tog lijn geopend tussen Frederiksberg en Klampenborg. Deze reed via Vanløse en maakte daar kop voor de voortzetting van de reis. Ten noorden van Flintholm werd gereden over de in 1930 geopende goederenringlijn.

## Metro
Na meerdere plannen voor uitbreiding van de stad op Amager kwam in 1989 een werkgroep met een uitgewerkt voorstel voor nieuwe woonwijken en bedrijfsterreinen, de Ørestad, aan de westzijde van Amager. In het voorjaar van 1992 werd de Ørestadwet aangenomen waarin de Ørestadsselskabet werd belast met de uitvoering van het bouwproject op Amager en de aanleg van een OV-verbinding tussen de stad en de nieuwe wijken. Voor de OV-verbinding werden een tram, een sneltram en een mini-metro overwogen en na onderzoek viel de keuze van het bestuur van de Ørestadsselskabet in 1994 op de metro. Het eindpunt in de stad zou komen bij Nørreport, maar hoewel de Ørestadwet verbood om verlengingen en zijlijnen te bouwen voor de voltooiing van de initiële lijn, was de ombouw van de S-tog tussen Frederiksberg en Vanløse tot metro wel in beeld. De gelijktijdige aanbesteding met de initiële lijn zou goedkoper zijn en het parlement schrapte het verbod nog in 1994. In 1995 werd het deel Nørreport – Vanløse als 2e fase in het metro-ontwerp opgenomen als westelijk deel van de lijnen M1 en M2. 
Op 20 juni 1998 werd de lijn tussen Frederiksberg en Vanløse gesloten in verband met de ombouw tot metro. In 1999 werden plannen gepresenteerd voor een metroringlijn (M3) door Kopenhagen en Frederiksberg die de lijnen M1 en M2 zou kruisen bij Forum en Kongens Nytorv. Nadat de tunnelboormachines hun werk aan de zuidkant hadden voltooid werden ze teruggebracht naar de startschacht bij de Havnegade waar ze in 2000 begonnen aan het boren van de tunnels onder de binnenstad naar Frederiksberg. De geboorde tunnels eindigen bij de Falkoner Allé vlak ten oosten van het station, het station zelf en de tunnel verder naar het westen zijn gebouwd als openbouwputtunnel vlak onder het maaiveld. Het oude stationsgebouw is bij de reconstructie behouden gebleven, maar maakt geen onderdeel uit van de metrostation. Op de plaats van de goederensporen werd het Frederiksberg Centret opgetrokken. Het metrostation werd geopend op 29 mei 2003 en sinds 29 september 2019 doet ook de M3 het station aan. 

## Omgeving en voorzieningen
- Naast het station bevindt zich het Copenhagen Business School.
- Er is een DSB-kiosk voor kaartverkoop op het nabijgelegen Frederiksberg Centret en kan men via het winkelcentrum ook de metro bereiken.

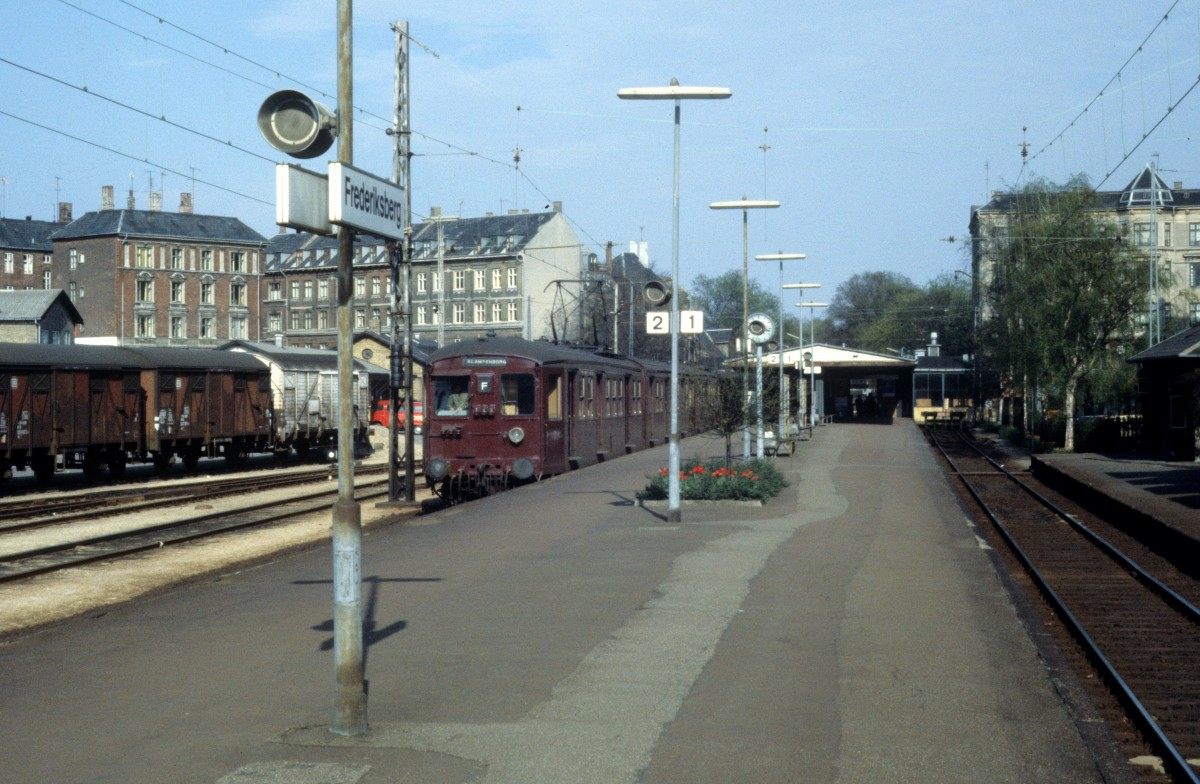
Het station in 1978.
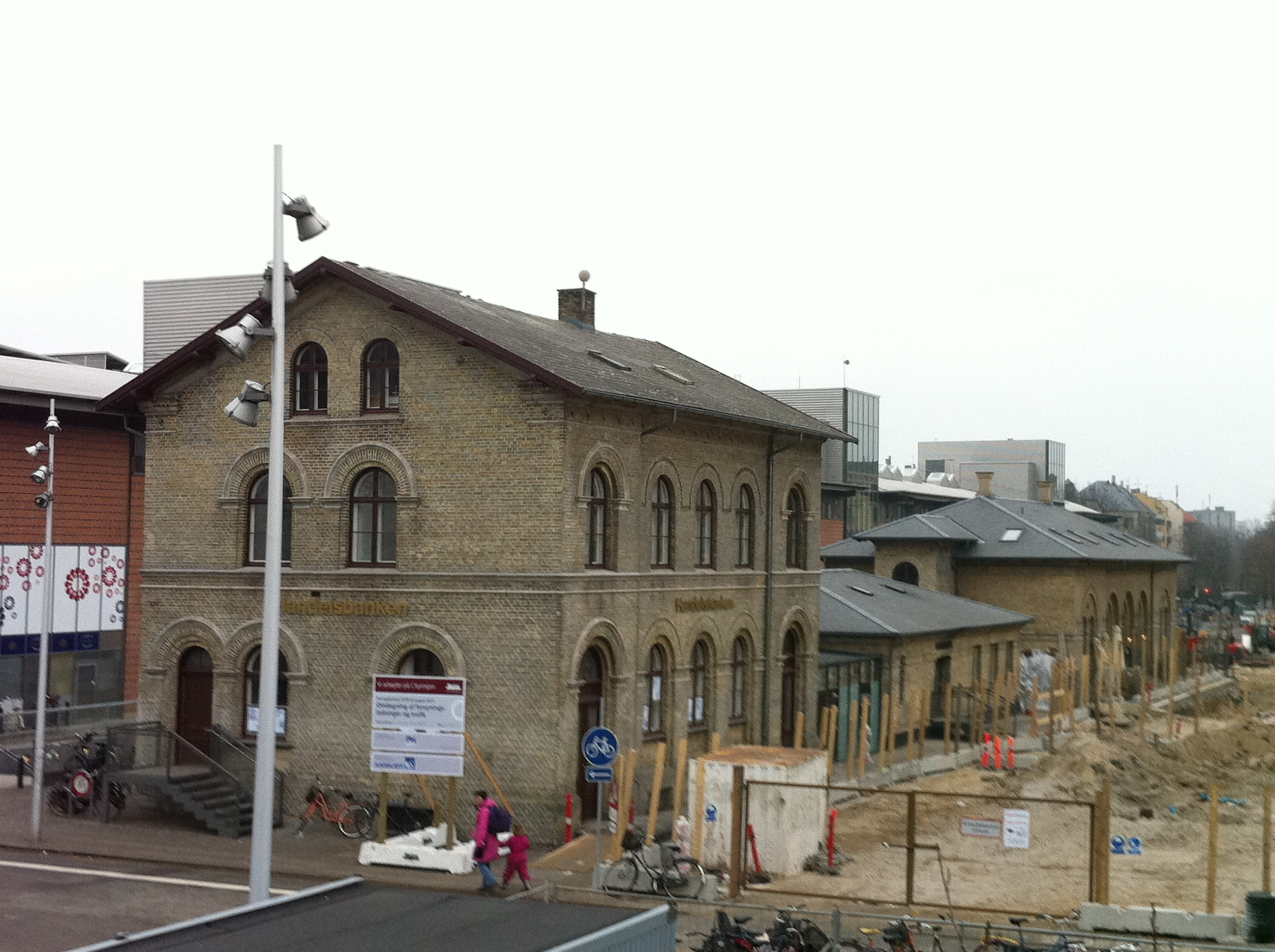
Het stationsgebouw uit 1864.
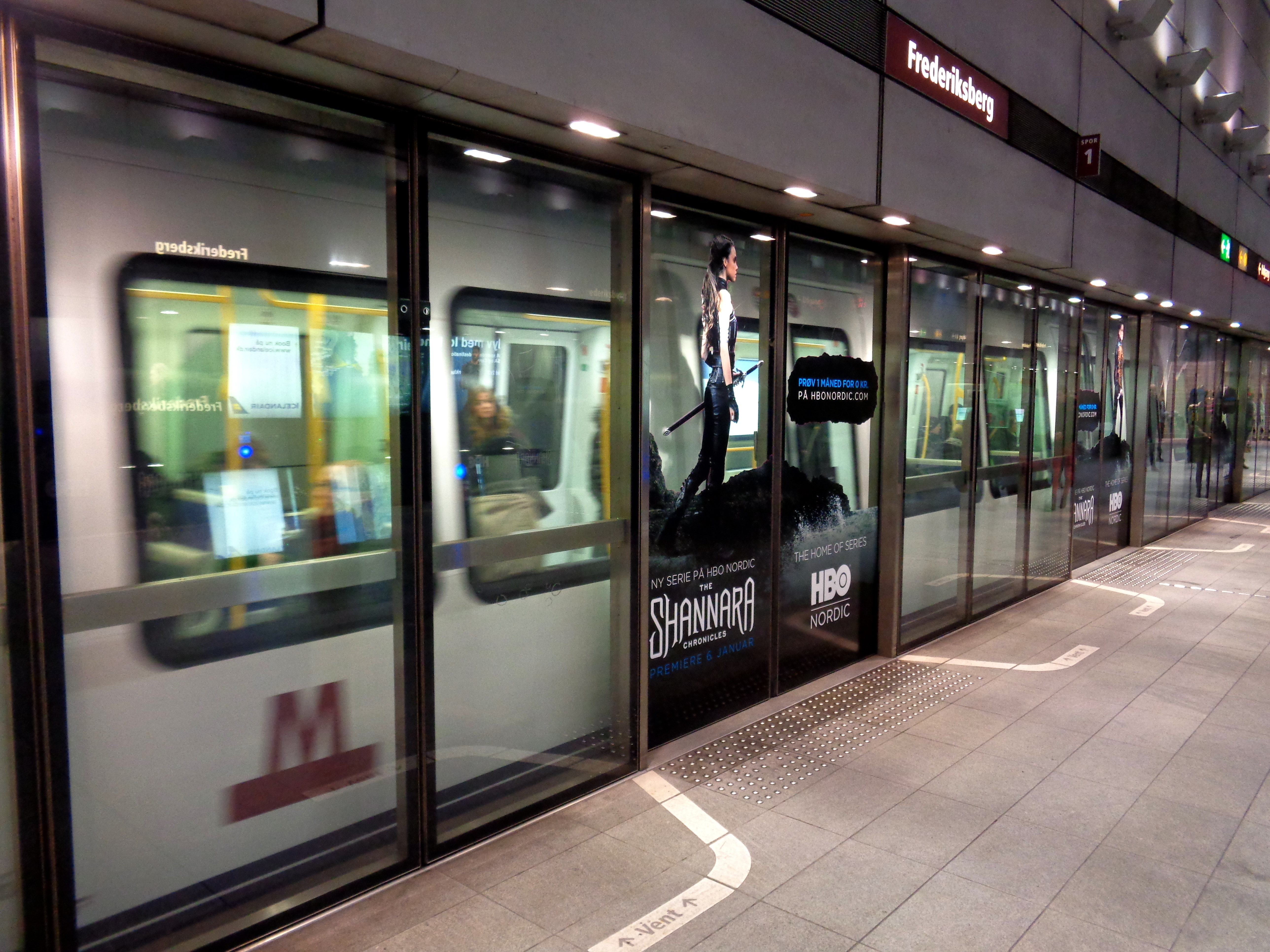
Metrostel langs het perron.

Vanløse  · Flintholm  · Lindevang · Fasanvej · Frederiksberg · Forum · Nørreport   · Kongens Nytorv · Christianshavn · Islands Brygge · DR Byen · Sundby · Bella Center · Ørestad  · Vestamager
Vanløse  · Flintholm  · Lindevang · Fasanvej · Frederiksberg · Forum · Nørreport   · Kongens Nytorv · Christianshavn · Amagerbro · Lergravsparken · Øresund · Amager Strand · Femøren · Kastrup · Københavns Lufthavn 
København H   · Rådhuspladsen · Gammel Strand · Kongens Nytorv · Marmorkirken · Østerport   · Trianglen · Poul Henningsens Plads · Vibenshus Runddel · Skjolds Plads · Nørrebro  · Nørrebros Runddel · Nuuks Plads · Aksel Møllers Have · Frederiksberg · Frederiksberg Allé · Enghave Plads · København H →